# Soukhoï Su-15
Le Soukhoï Su-15 (en russe : « Сухой Су-15 »), code OTAN « Flagon », est un intercepteur tout-temps à long rayon d'action développé par l'URSS dans les années 1960. Construit à environ 1 300 exemplaires, le Su-15 a été mis en service de 1967 à 1996. Sa dernière évolution, le Su-15TM, est désignée Su-21 par certaines sources occidentales, bien qu'il semble que les Soviétiques n'aient jamais utilisé cette désignation.
Le Su-15 est connu pour être l'auteur de deux tirs contre des avions civils pendant la guerre froide, tous deux appartenant à la compagnie Korean Air Lines : le vol 902 en 1978 (bilan : 2 morts, 10 blessés) et le vol 007 en 1983 (bilan : 269 victimes).

## Conception
Le Su-15 est issu d'une tentative de Soukhoï d'améliorer le Su-9/Su-11. Les ingénieurs remplacèrent l'entrée d'air frontale par deux entrées d'air latérales, afin de pouvoir placer un radar RP-22 Oryol-D (« aigle », code OTAN « Skip Spin ») plus puissant dans le nez. Le réacteur Lyulka AL-7F-1 fut remplacé par deux réacteurs Toumanski R-11F2S-300, le moteur du MiG-21. Le projet reçut la désignation interne T-58, et un premier prototype prit son envol le 30 mai 1962. Lors des essais menés en 1963 et 1964, aucun problème majeur ne fut rencontré à part une autonomie un peu faible. L'avion fut alors modifié pour augmenter sa capacité interne en carburant.
La production en série fut lancée en 1966, et les premiers Su-15, les Su-15A « Flagon-A » entrèrent en service en 1967. Des modifications furent apportées au fur et à mesure, comme un système de soufflage des volets pour réduire la distance de décollage, et une modification de la forme de l'aile. Cette version reçut la désignation OTAN de « Flagon-D », même si la désignation soviétique de l'avion ne changea pas. Entre-temps, une version biplace destinée à l'entraînement avait été réalisée : désignée Su-15UT (« Flagon-C »), elle avait un fuselage allongé de 45 cm, une capacité en carburant réduite, et n'emportait ni radar ni armement. Après un premier vol le 26 août 1968, sa production en série commença en 1970. 
Entre 1966 et 1967 fut testée une version expérimentale T-58VD équipée de trois réacteurs de sustentation, placés à la verticale dans le fuselage, afin de permettre des décollages et atterrissages courts. En parallèle était réalisée une version équipée d'un nouveau radar Volkov Taifun (« Typhon »), basé sur le puissant RP-25 Smerch-A (« tornade », code OTAN « Foxfire ») du MiG-25, plus performant. Elle était également doté de turboréacteurs R-13-300 plus puissants, et d'une avionique améliorée, avec notamment une liaison de données Vozdukh-1M et un système SAU-58 (en russe : sistema automaticheskogo upravleniya, ) permettant au contrôle au sol de télécommander l'avion pendant toute la phase d'interception. Le premier vol de cette version eut lieu le 31 janvier 1969 et 10 avions de présérie furent construits (Su-15T). La production fut lancée en 1971, avec un radar modifié, le Taifun-M (OTAN « Twin Scan ») pour corriger quelques problèmes détectés lors des essais. Les avions de série furent désignés Su-15TM (« Flagon-E »).
Par la suite, la forme du nez fut modifiée, pour corriger des perturbations des ondes radars, et des capacités air-sol ajoutées, en permettant au Su-15 d'emporter deux pods-canons UPK-23-250 (contenant chacune un canon bi-tube Gsh-23L de 23 mm), des paniers à roquettes ou des bombes FAB-250. Là-encore, les avions ainsi modifiés ne reçurent pas de nouvelle désignation du côté soviétique, mais l'OTAN leur attribua le code OTAN « Flagon-F » et certaines sources occidentales parlèrent de « Su-21 ». Ils transportaient généralement deux missiles air-air R-98 et une ou deux paires de R-60 à courte portée (AA-8 « Aphid »). Une version biplace pour l'entraînement fut réalisée, toujours sans radar et avec une avionique réduite, mais conservant la même capacité en carburant. Désignée Su-15UM (« Flagon-G »), elle fit son premier vol le 23 avril 1976.
Toutes versions confondues, le Su-15 fut construit à 1 300 exemplaires. L'avion était encore en service en 1991 dans la Voyska PVO, lors de la dislocation de l'URSS, et fut alors utilisé par plusieurs anciennes républiques soviétiques. L'Ukraine fut le dernier pays à retirer ses Su-15, en 1996.

## Variantes
- Su-15 « Flagon A » : version initiale ;
- T-58VD « Flagon B »: version expérimentale à décollages et atterrissages courts ;
- Su-15UT « Flagon C » : version biplace d'entraînement ;
- Su-15 « Flagon D » : modification de la forme de l'aile ;
- Su-15T/TM « Flagon E » : version améliorée avec nouveau radar, plus grands réservoirs de carburant et capacités air-sol ;
- « Flagon F » : Su-15TM avec un nez modifié ayant une meilleure aérodynamique ;
- Su-15UM « Flagon G » : version biplace du Su-15TM.

## Engagements
Chargé de défendre l'espace aérien soviétique, le Su-15 est connu pour être l'auteur de plusieurs interceptions et plusieurs tirs contre des avions civils et militaires pendant la guerre froide :
- Le 2 avril 1976, près de l'île de Sakhaline, un Lockheed P-2 Neptune de la Force maritime d'autodéfense japonaise pénétra « par inadvertance » de quelques kilomètres l'espace aérien soviétique, il fut intercepté par un Soukhoï Su-15 de la Voyska PVO qui lui tira deux missiles air-air. Les deux manquèrent leur cible, et l'avion japonais ne fut pas endommagé[1] ;
- Le 20 avril 1978, un Su-15 tira sur le vol 902 de Korean Air, qui réussit à se poser en catastrophe (bilan : 2 morts, 10 blessés) ;
- Le 18 juillet 1981, un Su-15 intercepta un Canadair CL-44 de la Transporte Aéreo Rioplatense (en) transportant des armes israéliennes à destination de l'Iran à la frontière soviétique-turque et entra en collision avec lui. Le pilote du « Flagon » s'éjecta à temps et eût la vie sauve, les trois membres d'équipage argentins et l'unique passager britannique du Canadair périrent[2] ;
- Le 1er septembre 1983, un appareil de la base aérienne de Dolinsk Sokol tira deux missiles K-8 contre le vol 007 de Korean Air, qui s'écrasa en mer, tuant tous ses occupants (bilan : 269 victimes).

## Accidents
- En 1970, en Lettonie un avion du 54 GvIAP s'écrase lors d'un décollage sur alerte. Le capitaine Yumashev est tué dans l'accident ;
- Le 12 juillet 1977, sur l'aérodrome de Kline, à 85 km au nord-ouest de Moscou, trois accidents successifs font trois morts en seulement 17 minutes ! À la suite d'un vol d'entraînement, cinq pilotes se présentent à l'atterrissage, mais en raison d'une météo épouvantable, la visibilité est très faible. Le Su-15 est équipé d'un système d'atterrissage aux instruments à bord, mais le système correspondant sur le terrain de l'aéroport n'avait pas encore été déployé. Les pilotes tentent tout de même une approche avec un autre système, mais la météo est vraiment trop mauvaise, surtout pour le Su-15, qui a une vitesse d'atterrissage élevée. Un par un, pendant 17 minutes, trois avions s'écrasent à l'atterrissage, entre les balises outer et inner marker qui indiquent la voie à suivre vers l'entrée de piste. Les pilotes, le commandant de division VF Kadyshev, le colonel AI Fomin et un autre pilote, sont tués. Seuls deux pilotes, les pilotes instructeurs YN Belikov et GN Safronov, qui s'étaient déjà familiarisés avec les systèmes récents soviétiques, y compris le pilote automatique de l'avion (qui contribue au maintien de la trajectoire), ont réussi à atterrir en toute sécurité[3],[4] ;
- Le 10 décembre 1979, dans le village de Tsivilsky (République socialiste soviétique autonome tchouvache), un Su-15 du 625 IAP (aérodrome de Danilovo, à Iochkar-Ola) s'écrase lors d'un vol d'entraînement de nuit, tuant son pilote âgé de 22 ans, le lieutenant Serguey Skameykina. L'avion s'est écrasé en tentant d'atterrir sur une route, peut-être à cause d'un problème de navigation, son explosion projetant en l'air un taxi qui passait à proximité, sans toutefois blesser son conducteur. À l'endroit du crash, un bout d'aile a été installé sur un piédestal, afin de commémorer la mort de ce jeune pilote[5] ;
- Le 18 juillet 1981, abordage en vol lors de l'interception du Canadair CL-44 au-dessus de la frontière avec la Turquie. Le pilote s'en sort vivant, mais pas les passagers de l'avion percuté (voir chapitre précédent)[2] ;
- Le 16 août 1983, à Kramatorsk, en Ukraine, accrochage entre deux Su-15 au-dessus de la vieille ville, le premier appareil étant des environs et le deuxième provenant de la ville de Morshansk. La cause serait une erreur de communication des services de gestion du trafic aérien de la zone. L'un des deux appareils s'écrase dans une maison à Michurina, un village d'Ukraine du raïon de Kamianka-Dniprovska, mais son pilote s'éjecte avant et s'en sort indemne. Le deuxième pilote est blessé, mais il parvient quand-même à se poser sur l'aérodrome. Il n'y a aucun blessé et aucune victime civile.

## Utilisateurs
- Union soviétique, ensuite  Russie
- Azerbaïdjan
- Géorgie
- Ukraine

## Galerie photo

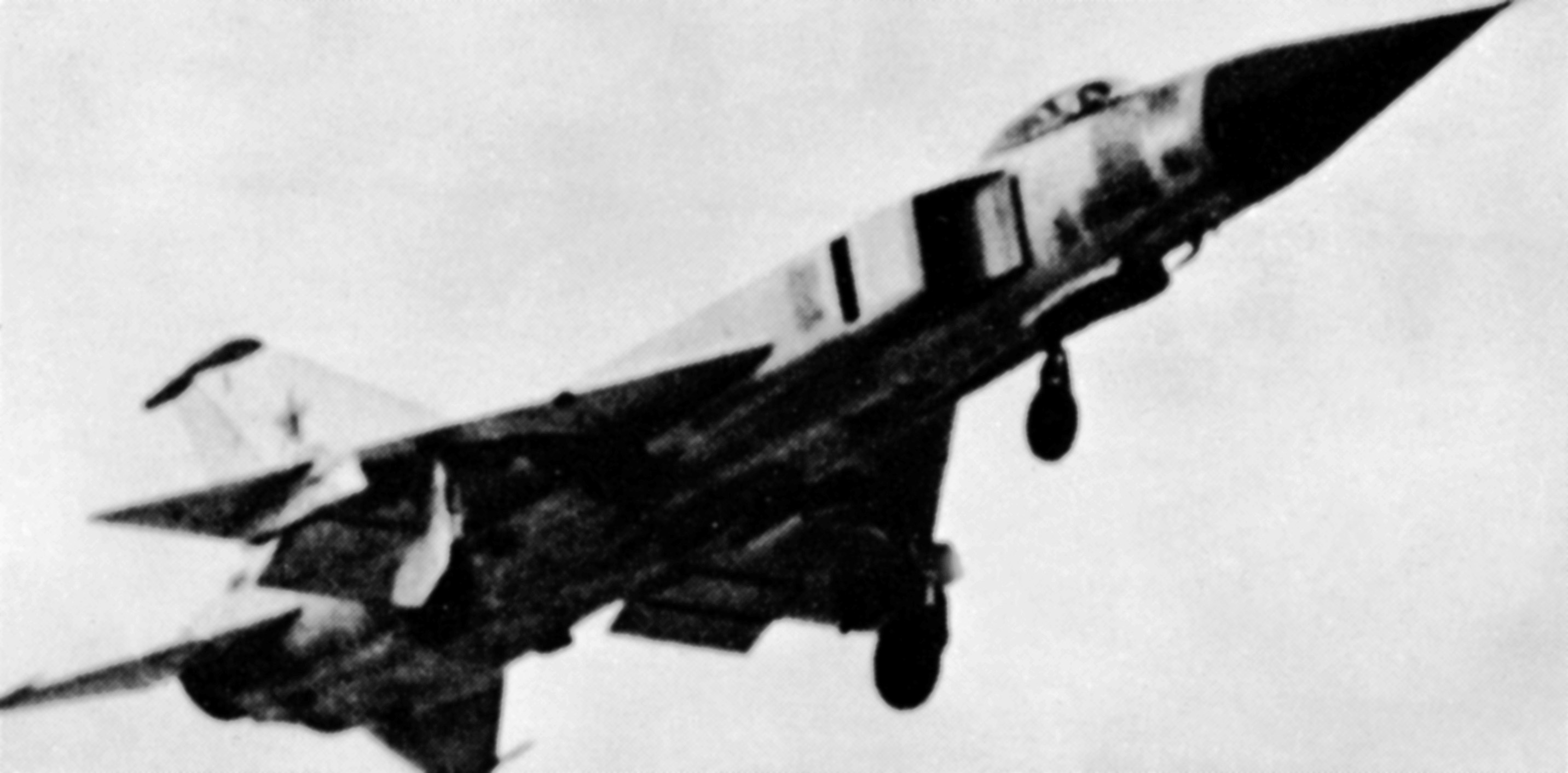
Vue aérienne d'un Su-15 « Flagon-C » soviétique (1985).
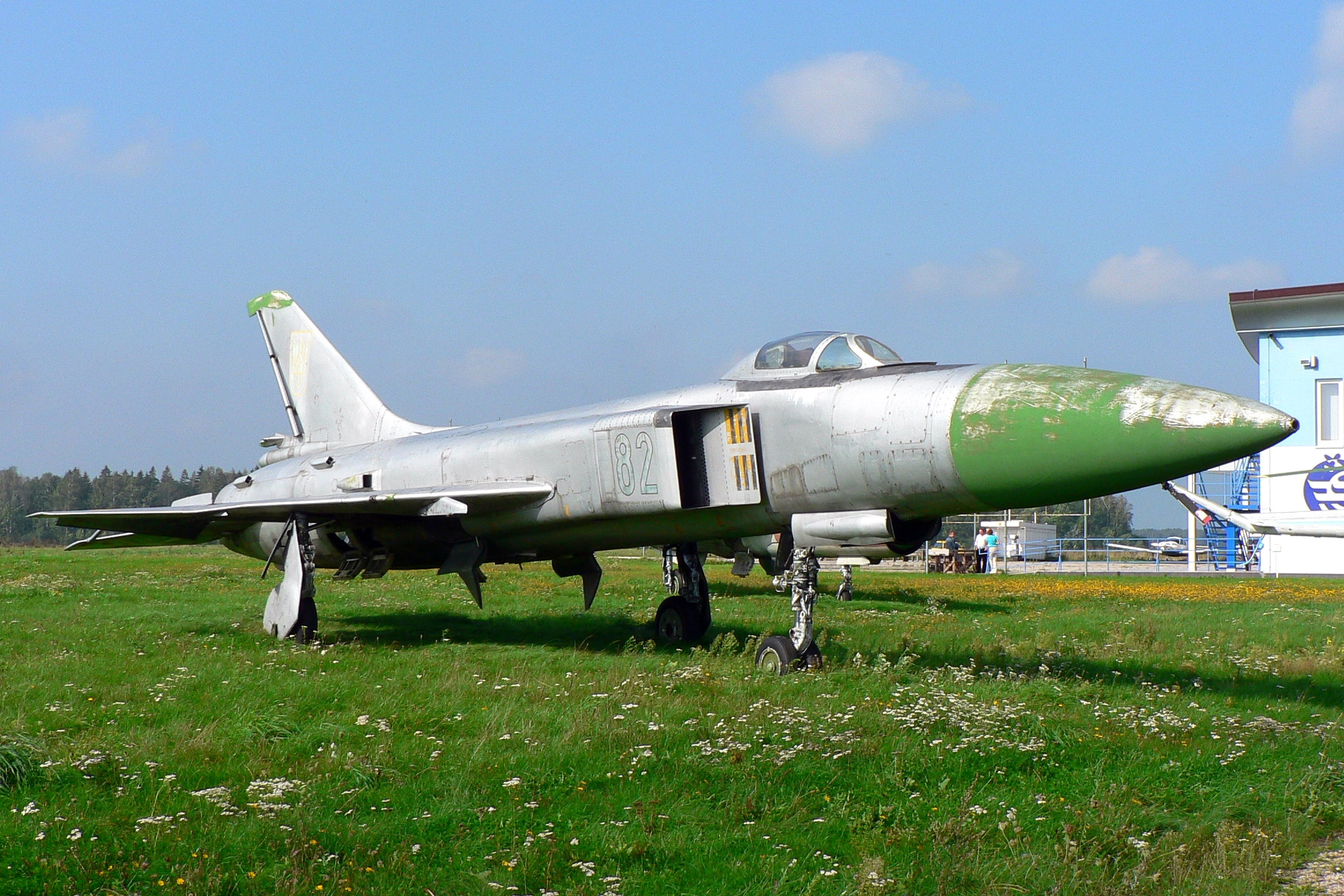
Su-15 dans un musée.
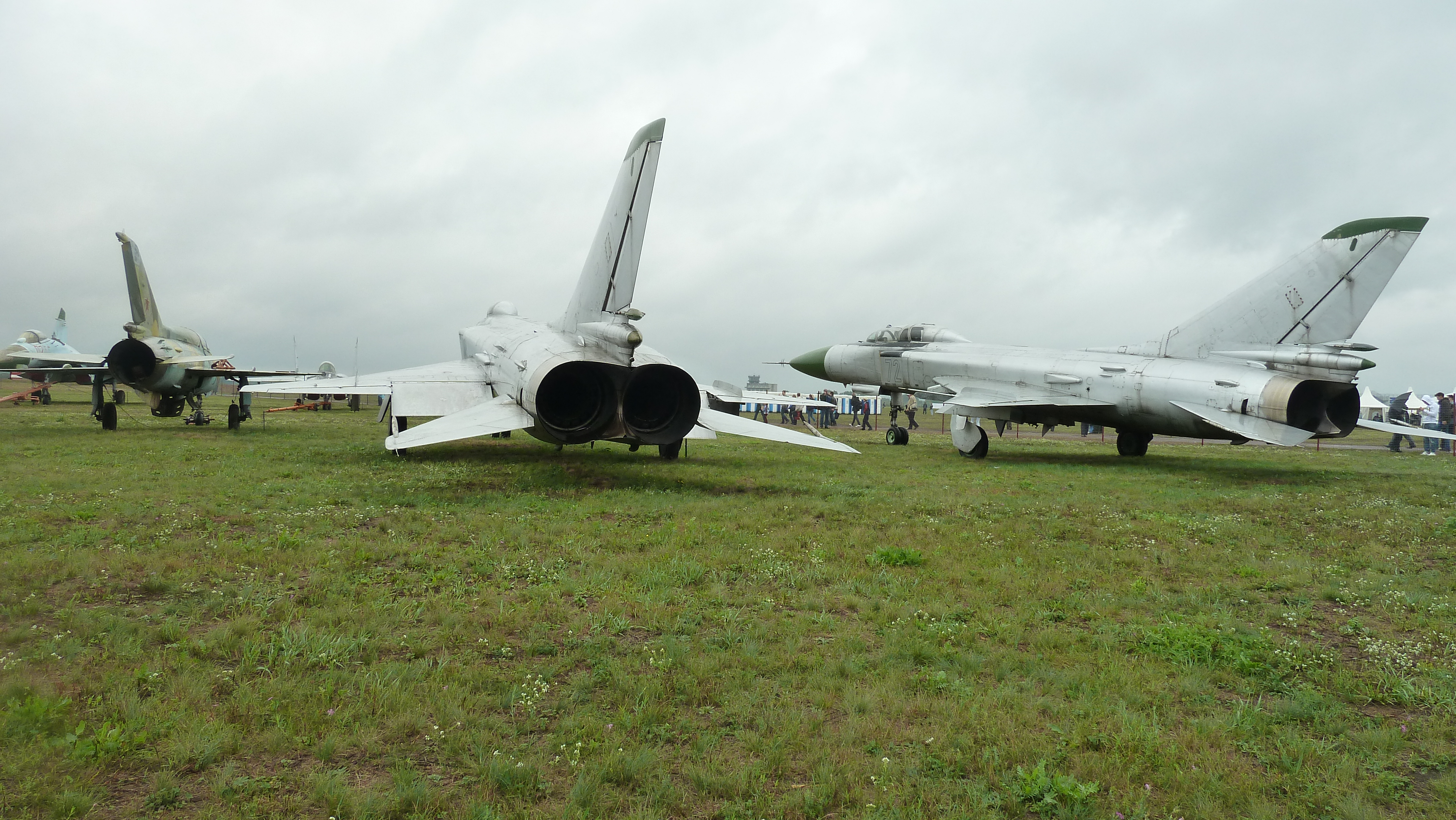
Deux Su-15 à l'institut de recherches en vol de Gromov.
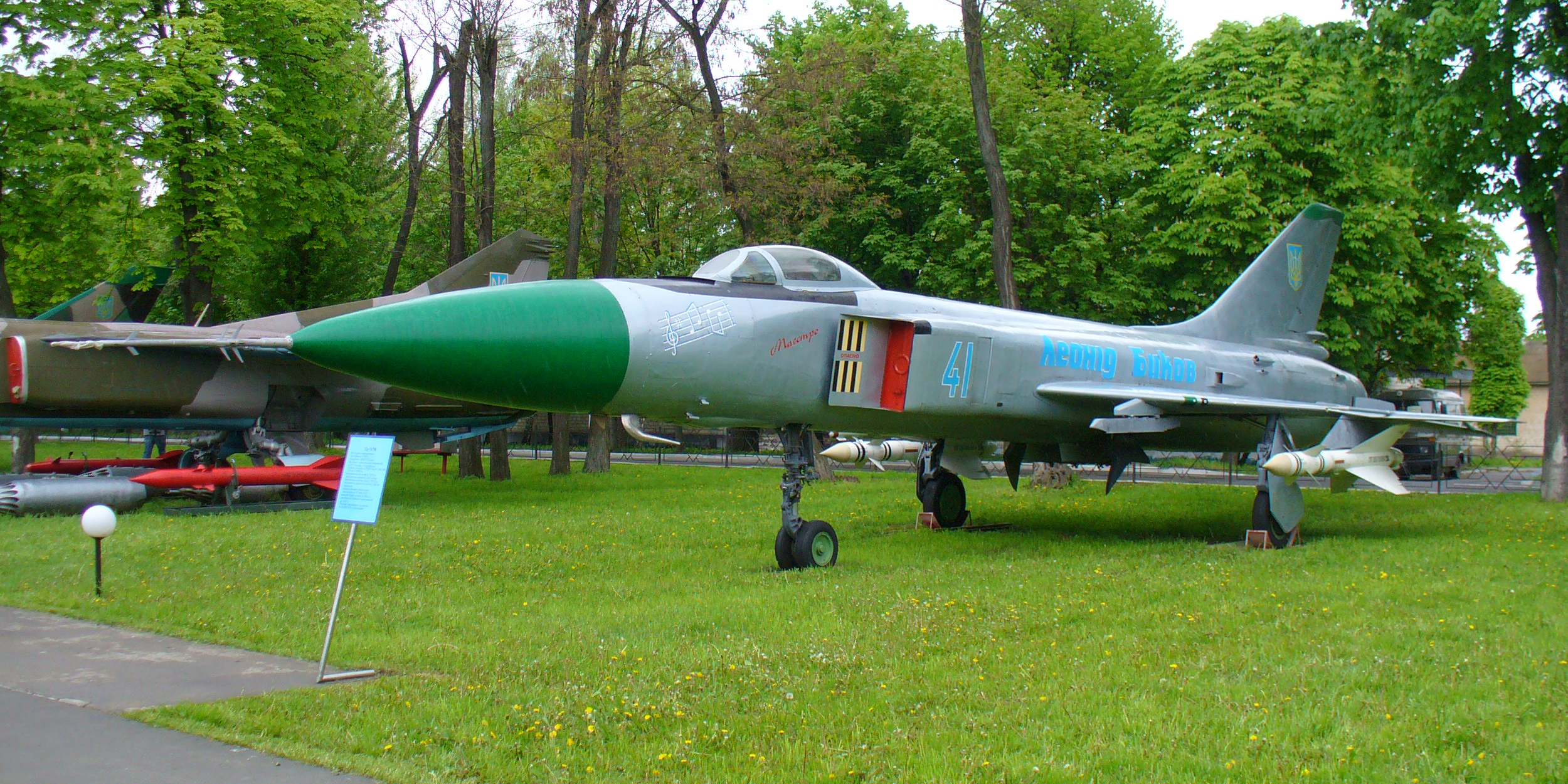
Le Su-15TM exposé au Musée de la Force aérienne ukrainienne, à Vinnytsia. Il possède des marquages « Leonid Bykov » et « Maestro », en mémoire de l'acteur soviétique et ukrainien Leonid Bykov.
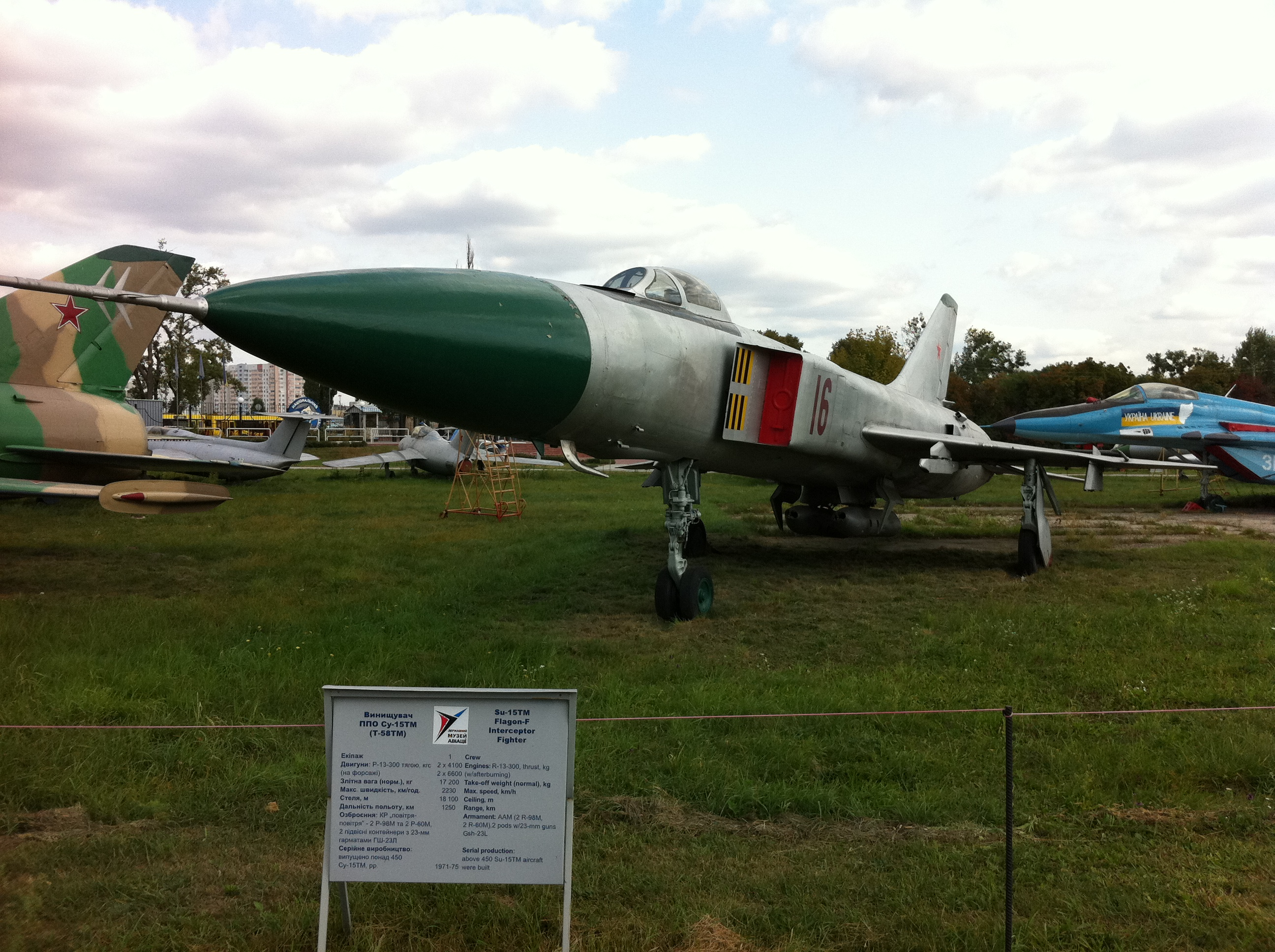
Un Su-15 au musée d'aviation de l'aéroport international de Kiev (Jouliani), à Kiev, Ukraine.

### Développement lié
- Soukhoï Su-9
- Soukhoï Su-11

### Aéronefs comparables
- F-4 Phantom II
- Convair F-106 Delta Dart
- Convair F-102 Delta Dagger
- Mikoyan MiG-23
- Mikoyan MiG-25
- Shenyang J-8
- Yakovlev Yak-28

### Ordre de désignation
Su-7 - Su-9/Su-11 - Su-15 - Su-17/Su-20/Su-22 - Su-24 - Su-25 - Su-27 et dérivés